# Eparchie Stryj

Wappen

Die Eparchie Stryj (lateinisch Eparchia Striensis, ukrainisch Стрийська єпархія Stryjska jeparchija) ist eine ukrainisch griechisch-katholische Eparchie in der Ukraine.
Ihr Bischofssitz befindet sich in der westukrainischen Stadt Stryj, zur Verwaltungseinheit von Lwiw gehörend. Das Territorium zur Errichtung des Bistums wurde von der Erzeparchie Lemberg abgetreten.
Die Eparchie Stryj wurde am 21. Juli 2000 durch die Bischofssynode der Kirche errichtet. Am 12. Oktober gab Papst Johannes Paul II. seine Zustimmung zu deren Errichtung. Am 29. August 2005 wurde sie Teil der Kirchenprovinz der Erzeparchie Kiew.
Am 20. Januar 2010 nahm Papst Benedikt XVI. eine Erklärung der Synode der Ukrainischen Griechisch-Katholischen Kirche über den Gesundheitszustand des Eparchen Julijan Gbur an und bestellte Taras Senkiw zum Apostolischen Administrator ad nutum Sanctae Sedis
Am 21. November 2011 wurde die Eparchie wieder ein Suffragan der Erzeparchie Lemberg.

## Bischöfe von Stryj
- Julian Gbur SVD, 2000–2011
- Taras Senkiw OM, seit 2014